# Hans Erer der Jüngere
Hans Erer der Jüngere, auch Hans Erer, „Konrads Sohn“ (* in Heilbronn; † 1480 ebenda) war von 1432 bis 1468 Bürgermeister der Reichsstadt Heilbronn.

## Leben und Wirken

### Familie
Hans entstammte der Patrizierfamilie Erer. Er war der Enkelsohn des Heilbronner Bürgermeisters Hans Erers des Älteren und Sohn des Speyrer Bürgermeisters Konrad Erer. Hans Erer der Jüngere und seine Frau Agnes, die Tochter des Kunz Mangolts von Nördlingen, hatten fünf Kinder: Agnes, Hans, Konrad, Elisabeth und Barbara. Im Jahre 1444 wird er als Ratsmitglied und Richter zum Junker erhoben.

### Rechtsstreitigkeiten
Bei Rechtsstreitigkeiten schien Hans Erer der Jüngere sehr gefragt gewesen zu sein. Dies wird aus zahlreichen Fällen ersichtlich. So erwirkten 1438 die Heilbronner Bürgermeister Erer der Jüngere und Markart Merklin einen Leistungstitel für Heinrich von Remchingen gegen den jüdischen Bürger Fifel zu Heilbronn. 1445 entschieden die Bürgermeister Nenninger und Erer der Jüngere im Rechtsstreit um Nutzungsersatz zugunsten des Grafen von Leiningen Weiter beauftragte der Rat 1453 ihren Bürgermeister Erer den Jüngeren bezüglich eines Schiedsgerichts. Im Jahr 1457, als die Stadt Heilbronn von Erhard von Utzlingen vor das fränkische Landgericht vorgeladen wurde, soll Hans Erer der Jüngere ebenfalls anwesend gewesen sein. Es ging dabei um eine Klage Erhards von Utzlingen gegen Heilbronn bezüglich der Rückgabe von Briefen, die 1449 begann und sich bis 1460 hinzog. Am 16. April 1468 bereitete Hans Erer eine Schadensersatzklage für den Kläger Misner vor.

### Sonstige Angelegenheiten
Auch in anderen rechtlichen Angelegenheiten wird Hans Erer der Jüngere urkundlich erwähnt. So ließ 1448 Konrad von First einen Schuldbrief gegen den Heilbronner Söldner Schwarzkrunz abholen, der beim Bürgermeister Erer den Jüngeren hinterlegt worden ist. Der Schuldner überfiel den Erfüllungsgehilfen des Gläubigers. Der Gläubiger von First beanspruchte Schadensersatz. Im Jahre 1452 schenkte Armbruster dem Herrn Buwer sein Eigentum ob der „grossen Freundschaft“ in Gegenwart des Bürgermeisters Erer des Jüngeren Der Bruder Sigfried Hafenbichler schwor am 13. Dezember 1465 seinem Gönner und Freund Bürgermeister Hans Erer dem Jüngeren die Rückkehr ins Kloster, und am 19. Dezember 1465 fragte die Stadt Ulm bei Hans Ayrer (Erer) dem Jüngeren nach, wie das Franziskanerkloster in Heilbronn reformiert wurde und wie hoch die Kosten derselben gewesen seien.

### Belehnung mit Flein und Alt-Böckingen
Am 8. Juni 1456 erhielt Hans Erer der Jüngere als Reichslehen die Dörfer Flein und Alt-Böckingen am Trappensee. Bis dahin war Ulrich Nenninger (seit 1442) Träger des Reichslehens über Flein und Alt-Böckingen gewesen. Die Belehnung war nicht nur ein Zeichen für die Bedeutung Hans Erers des Jüngeren vor dem Kaiser, sondern auch für dessen Reichtum und Einfluss.

### Vertreter auf Reichs- und Städtetagen
Hans Erer der Jüngere vertrat oft die Stadt Heilbronn auf Reichstagen und Städtetagen. So war er 1466 Vertreter auf dem Reichstag in Nürnberg und im Jahre 1471 auf dem Reichstag in Regensburg. 1473 wird Hans Erer der Jüngere auf dem Städtetag in Esslingen erwähnt.